# Großniedesheim
Großniedesheim är en kommun och ort i Rhein-Pfalz-Kreis i förbundslandet Rheinland-Pfalz i Tyskland.
Kommunen ingår i kommunalförbundet Verbandsgemeinde Lambsheim-Heßheim tillsammans med ytterligare fem kommuner.